# Marksizam-lenjinizam
Marksizam-lenjinizam (rus. марксизм-ленинизм) je naziv koji u najširem smislu označava ideologije temeljene na marksizmu u tumačenju Lenjina, odnosno marksističke ideologije komunističke orijentacije, koje su se razvile 1920-ih. Njega su počeli koristiti sami komunisti nakon Lenjinove smrti 1924. i on je označavao ideološko-političko naučavanje o načelima klasne borbe i proleterske revolucije, o ulozi komunističke partije i zadacima socijalističke države, odnonso teorijsku i političku platformu međunarodnog komunističkog i radničkog pokreta. Pod marksizmom-lenjinizmom u širem smislu se podrazumijevaju brojne grane komunističkog pokreta kao što su staljinizam, trockizam, maoizam, titoizam i drugi, a koji sebe smatraju nasljednicama "pravog" marksizma-lenjinizma.
U užem smislu se pod izrazom marksizam-lenjinizam podrazumijeva službena ideologija SSSRa, koju je pod tim imenom prvi put uobličio Staljin, a potom promijenio Nikita Hruščov.

## Vanjske poveznice
- Definition at marxists.org (engl.)
- Fundamentals of Marxism–Leninism  Arhivirana inačica izvorne stranice od 27. siječnja 2010. (Wayback Machine) Soviet textbook explaining Marxism–Leninism (engl.)
- Leninist Ebooks  Arhivirana inačica izvorne stranice od 26. siječnja 2015. (Wayback Machine)
- Alexander Spirkin. Fundamentals of Philosophy  Arhivirana inačica izvorne stranice od 6. studenoga 2011. (Wayback Machine). Translated from Russian by Sergei Syrovatkin. Moscow: Progress Publishers, 1990.